# Radarvarnare

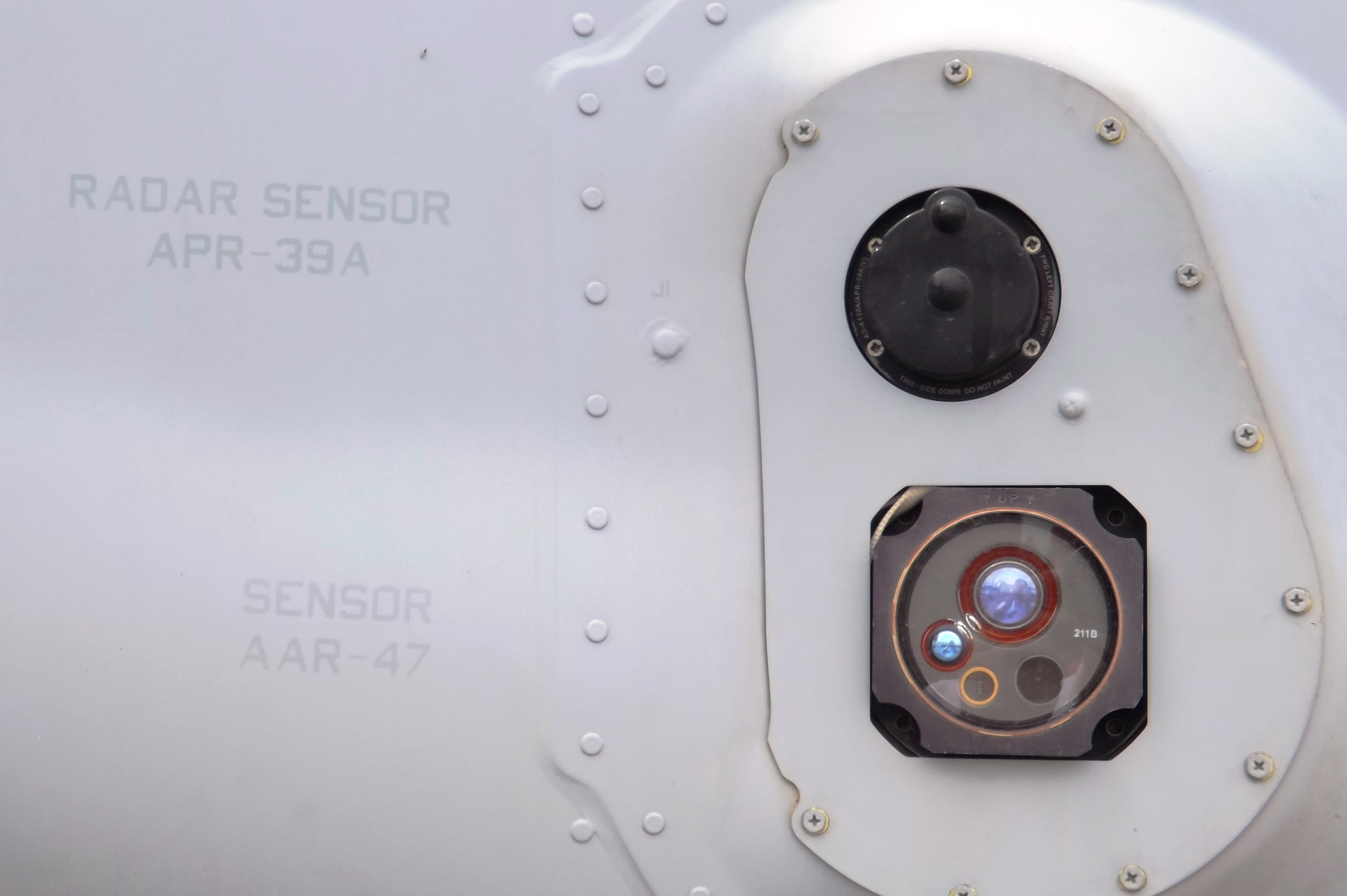
Kombinerad radar- och laservarnare monterat på tiltrotorflygplanet Bell Boeing V-22 Osprey.

Radarvarnare är en anordning som varnar för radar. Radarvarnare träder i funktion vid belysning av radar. De används militärt i bland annat flygplan. En radarvarnare kan vara allt från en enkel utrustning som varnar för belysning av vilken radar som helst till en mycket avancerad mottagare som mäter in och analyserar alla parametrar från en radar och, efter jämförelse med ett lagrat signalbibliotek, kan identifiera radarn till typ, funktion och prestanda.
För civilt bruk finns radarvarnare som är avsedd att monteras i bil och som skall varna för belysning av radar som polisen använder vid hastighetsövervakning. Den senare typen av radarvarnare är sedan 1988 inte tillåtna att använda i Sverige.